# Jagdgeschwader 117
A Jagdgeschwader 117 foi uma asa de treino de pilotagem de caças da Luftwaffe, durante a Alemanha Nazi. Operou aviões de treino Arado Ar 96 e Messerschmitt Bf 109. Esta unidade foi formada no dia 22 de agosto de 1944 em Brieg, a partir do I./NAG 102. No dia 15 de outubro de 1944, a unidade deixou de existir, passando a designar-se II./JG 105.